# 帕特里夏群島
帕特里夏群島（英語：Patricia Islands）是南極洲的群島，位於肯普地，處於愛德華八世灣西部，在1936年2月由英國探險隊發現和命名，現時由南極條約體系管理。